# Repsol Oil & Gas Canada

Ehemaliges Logo

Repsol Oil & Gas Canada Inc. (bis 2015: Talisman Energy Inc.) ist ein kanadisches Tochterunternehmen von Repsol mit Sitz in Calgary, Alberta. Bis zur Übernahme 2015 war Talisman Energy unter ISIN = CA87425E1034 im Aktienindex S&P/TSX 60 gelistet. 2012 war das Unternehmen die sechstgrößte Öl- und Gasförderfirma Kanadas.

## Geschichte
Anfänglich war das Unternehmen ein Teil des Unternehmens British Petroleum (BP). 1992 wurde das Unternehmen unabhängig unter dem Firmennamen Talisman Energy. 
1998 wurde das Unternehmen Arakis Energy erworben, das im Sudan Erdöl förderte. 2003 entschied Talisman Energy sich aus dem Erdölgeschäft im Sudan zurückzuziehen.
Im Gebiet des Departamento Vichada in Kolumbien entführten Guerilleros der Revolutionären Streitkräfte Kolumbiens (FARC) oder kriminelle Banden im März 2011 nahe Cumaribo mehr als 20 Mitarbeiter einer Tochterfirma von Talisman Energy.
2012 verkaufte Talisman Energy für 1,5 Milliarden Dollar 49 Prozent seiner Nordsee-Erdölförderung an das chinesische Unternehmen Sinopec und kündigte an, sich verstärkt auf die Schiefergas-Felder in Nordamerika und die Ölfelder in Südostasien zu konzentrieren.
Im Mai 2015 wurde Talisman Energy vom spanischen Konzern Repsol übernommen. Das Unternehmen wurde in Repsol Oil & Gas Canada Inc. umbenannt.